# Elattoneura coomansi
Elattoneura coomansi är en trollsländeart som beskrevs av Maurits Anne Lieftinck 1937. Elattoneura coomansi ingår i släktet Elattoneura och familjen Protoneuridae. Inga underarter finns listade i Catalogue of Life.